# Азіс
Василь Троянов Боянов (болг. Васил Троянов Боянов), більш відомий як Азіс (болг. Азис) — болгарський поп-фолк-співак циганського походження. Почав свою кар'єру в 1999 році.

## Біографія
Васіл Троянів Боянов народився в Сливені, але виріс в Костинброде і в Софії. Походить з багатої циганської сім'ї; мати належить до циганської етнічної групи келдерари, батько — до ерлія. В 11 років його родина переїхала до Німеччини, де Васіл працював вигульщиком собак. Там він вивчає німецьку, там же народжується його сестра Матильда. У Німеччині пробує реалізувати себе як модель, але йому це не вдається. В модельному агентстві знайомиться з Юліяною Кинчевою, з якою вони стають хорошими друзями.
Одним з перших виступів був виступ в ансамблі «Рома». На початку 1999 року укладає свій перший контракт з лейблом «Маратон рекърдс», тоді ж народився Азіс — співак вибрав собі псевдонім від імені головного героя турецького фільму. Його перші пісні були включені в збірник «DJ Фолкмаратон». Однак для широкої публіки Азиса відкрив продюсер «Sunny Music» Крум Асанов. Азіс підійшов до нього зі своїм першим альбомом з циганськими піснями. Асанов вирішив дати йому шанс зважаючи на його циганське походження. Їх перший альбом «Нокът» сам Азіс охарактеризував як «повна боза» (болгарський напій, схожий на брагу). Популярність же приносить їх другий альбом — «Мъжете също плачат» (укр. «Чоловіки також плачуть»). В даний час Азіс випустив одинадцять студійних альбомів.
3 травня 2005 року був обраний почесним головою партії «Політичний рух Євророма», де також очолив комісію з культури. Влітку 2005 року був кандидатом у депутати, але не зміг увійти в Народні збори. Є автором більшої частини освітньої програми партії. На думку Азіса, батьки дітей, які добре навчаються в школі, мають отримувати за це гроші, а в класах, де є 30 % болгар, всі повинні отримувати безкоштовні підручники і навчальні посібники; настійно закликає законодавців «Євророма» відмовитися від своєї зарплати.
18 травня 2006 року разом з Марианою Поповою виступив від Болгарії на Конкурсі пісні Євробачення 2006 з композицією «Let Me Cry» як бек-вокаліст. У відбірковому конкурсі Болгарії він не брав, оскільки не хотів своєю участю викликати спекуляцій про те, що його популярність могла підігріти інтерес до пісні Маріани Попової.
У 2006 році випускає автобіографію «Аз, AZIS», написану в співавторстві з болгарською актрисою, співачкою і письменницею Ванею Щеревою.
В 2007 році був номінований на участь у проекті Болгарського національного телебачення (БНТ) «Великите българи» («Великі болгари»), в якому посів 21-е місце серед ста найбільших болгар всіх часів (і, фактично, став другим з нині живих, після футболіста Христо Стоїчкова, який посів 12-е місце).
У 2015 році взяв участь у третьому сезоні болгарського шоу «Като две капки вода», болгарської версії шоу «Один в один».
В 2011 році отримав деяку популярність в Росії, не виступаючи там, завдяки програмі Comedy Club на телеканалі ТНТ.

## Особисте життя
Азіс — відкритий бісексуал.
5 серпня 2007 року в Азіса народжується дочка Раю Васильова. Мати дівчинки — його давня подруга — фолк співачка Гала.
У 2006 уклав шлюб з чоловіком Нікі Кітаеца.

## Дискографія
- 1999 — «Болка»
- 2000 — «Мъжете също плачат»
- 2001 — «Сълзи»
- 2002 — «Азіс»
- 2003 — «На Голо»
- 2003 — «Целувай мо»
- 2003 — «The Best»
- 2004 — «Кралят»
- 2004 — «Together» (Азіс і Деси Слава)
- 2005 — «Азіс 2005»
- 2005 — «Дуети»
- 2006 — «Діва»
- 2007 — «The Best 2»
- 2011 — «Гадна порода»
- 2014 — «Azis 2014»

## Нагороди
- Щорічна премія журналу «Нов фолк» — Нагорода на Національний Музикален Център (НМЦ) і «Нов фолк» за най-хітів співак 2000
- Щорічна премія журналу «Нов фолк» — Оригинално медійно присъствие 2001
- Щорічна премія журналу «Нов фолк» — Нагорода на НМЦ та «Нов фолк» за най-продаван албум «Сълзи» 2001
- Щорічна премія журналу «Нов фолк» — Оригинално сценічно присъствие 2002
- Щорічна премія журналу «Нов фолк» — Оригинално медійно присъствие 2002
- Щорічна премія журналу «Нов фолк» — Співак на годината 2002
- Щорічна премія журналу «Нов фолк» — Нагорода на НМЦ та «Нов фолк» за най-продаван албум 2002
- Щорічна премія журналу «Нов фолк» — Оригинално медійно присъствие 2003
- Щорічна премія журналу «Нов фолк» — Певец на годината 2003
- Щорічна премія журналу «Нов фолк» — Изключителни постижения 2003
- Щорічна премія журналу «Нов фолк» — Награда на НМЦ та «Нов фолк» за най-продаван албум «На голо» 2003
- Щорічна премія журналу «Нов фолк» — Оригинално сценічно присъствие 2004
- Щорічна премія журналу «Нов фолк» — Певец на годината 2004
- Щорічна премія журналу «Нов фолк» — Оригинално сценічно присъствие 2005
- Щорічна премія журналу «Нов фолк» — Видеоклип на годината «Не знаєш» — Малина і Азіс 2005
- Щорічна премія журналу «Нов фолк» — Певец на годината 2005
- Щорічна премія журналу «Нов фолк» — Награда на «Діма стіл» за ексцентричност і експериментаторски дух 2005
- Щорічна премія журналу «Нов фолк» — Награда на GSM Ревю за рінгтон на годината «Обречи мо на любов» 2005
- Щорічна премія журналу «Нов фолк» — Оригинално медійно присъствие 2007
- Щорічна премія журналу «Нов фолк» — Оригинално медійно присъствие 2008
- Щорічна премія журналу «Нов фолк» — Певец на годината 2011